# Khoảng trống Địa phương
Khoảng trống Địa phương là một vùng không gian rộng lớn, trống rỗng, nằm liền kề với Nhóm Địa phương. Được phát hiện bởi Brent Tully và Rick Fisher vào năm 1987, Khoảng trống Địa phương hiện được biết đến bao gồm ba khu vực riêng biệt, được ngăn cách bởi những cây cầu của "những dải dây".  Phạm vi chính xác của khoảng trống là không rõ, nhưng ít nhất là 45 Mpc (150 triệu năm ánh sáng), và có thể 150 đến 300 Mpc. Khoảng trống Địa phương dường như cũng có ít thiên hà hơn dự kiến từ vũ trụ học tiêu chuẩn.

## Vị trí và kích thước
Các khoảng trống bị ảnh hưởng bởi cách lực hấp dẫn khiến vật chất trong vũ trụ "kết tụ lại", dẫn đến các thiên hà thành các cụm và chuỗi, được phân tách bởi các khu vực hầu hết không có thiên hà, tuy nhiên các cơ chế chính xác là đối tượng của cuộc tranh luận khoa học 
Các nhà thiên văn học trước đây đã nhận thấy rằng Dải Ngân hà nằm trong một dải thiên hà rộng lớn, phẳng gọi là Dải Địa phương, giới hạn Khoảng trống Địa phương. Khoảng trống Địa phương mở rộng khoảng 60 mêgaparsec (200 Mly), bắt đầu ở rìa của Nhóm địa phương. Người ta tin rằng khoảng cách từ Trái đất đến trung tâm của Khoảng trống Địa phương phải có ít nhất 23 mêgaparsec (75 Mly).
Kích thước của Khoảng trống Địa phương đã được tính toán do một thiên hà lùn bị cô lập nằm bên trong nó. Khoảng trống càng lớn và rỗng, lực hấp dẫn của nó càng yếu và thiên hà lùn nên di chuyển nhanh hơn khoảng trống về phía vật chất, nhưng sự trái ngược này nhường chỗ cho các lý thuyết cạnh tranh. Năng lượng tối đã được đề xuất như một lời giải thích thay thế cho việc trục xuất nhanh chóng của thiên hà lùn.
Một mô hình "Bong bóng Hubble" trước đó, dựa trên vận tốc đo được của siêu tân tinh loại 1a, đã đề xuất một khoảng trống tương đối tập trung vào Dải Ngân hà. Tuy nhiên, phân tích gần đây về dữ liệu đó cho thấy bụi liên sao đã dẫn đến các phép đo sai lệch.
Một số tác giả đã chỉ ra rằng vũ trụ địa phương lên tới 300 Mpc tính từ Dải Ngân hà ít đậm đặc hơn các khu vực xung quanh, khoảng 15-50%. Điều này đã được gọi là Khoảng trống Địa phương hoặc Lỗ Địa phương. Một số báo cáo phương tiện truyền thông đã gọi nó là Khoảng trống KBC, mặc dù tên này chưa được đưa lên trong các ấn phẩm khác.

## Ảnh hưởng đến môi trường xung quanh
Các nhà khoa học tin rằng Khoảng trống Địa phương đang phát triển và Dải Địa phương, tạo nên một bức tường của khoảng trống, đang nhanh chóng rời khỏi trung tâm của khoảng trống với tốc độ 260 km mỗi giây. Nồng độ của vật chất thường kéo theo nhau, tạo ra một khoảng trống lớn hơn, nơi vật chất đang ùa về. Khoảng trống Địa phương được bao quanh một cách đồng đều bởi vật chất theo mọi hướng, ngoại trừ một khu vực không có gì, có tác dụng lấy đi nhiều vật chất hơn từ khu vực đó. Hiệu ứng trên thiên hà gần đó lớn đến mức đáng kinh ngạc. Vận tốc của Dải Ngân hà cách xa Khoảng trống Địa phương là 270 kilômét trên giây (600.000 mph).

## Danh sách các thiên hà trống
Một số thiên hà trống rỗng đã được tìm thấy trong Khoảng trống Địa phương, bao gồm: 
| Thiên hà   | Dây | Ghi chú | Bình luận |
| ---------- | --- | ------- | --------- |
| Song Ngư A |     | [ 14 ]  |           |
| Song Ngư B |     |         |           |
| NGC 7077   |     | [ 15 ]  |           |